# Айзенштат, Сидней
Сидней Айзенштат (род. 1914, Нью-Хэйвен, Коннектикут, США — 2005, США) — американский архитектор, наиболее известный благодаря проектам синагог и университетских зданий.

## Биография
Сидней Айзенштат родился в еврейской семье. В 1926-м году они переехали из Детройта, Мичиган, США в Лос-Анджелес, Калифорния, США, в поисках менее антисемитской атмосферы.
Окончил Университет Южной Калифорнии (University of Southern California) в 1935-м году. В начале своей карьеры работал над крупными проектами для Министерства обороны Соединённых Штатов, стандартных жилых домов и магазинов.
Его первая большая религиозная постройка, «Храм Эмануэл Беверли Хиллз» (Temple Emanuel of Beverly Hills), Калифорния, США, относится к 1951-му году. Восемь лет спустя он построил известный «Храм Синай на бульваре Вилшайр» (Sinai Temple on Wilshire Boulevard) в Лос-Анджелесе, США. Под влиянием других модернистских архитекторов, прежде всего Эрика Мендельсона (Eric Mendelsohn), он стал использовать выразительные формы тонких оболочек из бетона, белые стены, простые материалы и естественное освещение. В синагоге «Храм Гора Синай» в Эл-Пасо, Техас (Temple Mount Sinai, El Paso, Texas), 1962, хранилище свитков торы (Ark) — это гигантский открытый трайпод внутри палаткообразного святилища. Одним из его лучших проектов является «Здание Хилеля» для Университета Южной Калифорнии (Hillel House at the University of Southern California). Замечателен и его футуристический «Дом Книги» (House of the Book), построенный в начале 1970-х, как синагога для Института Брэндайз-Бардин (Brandeis-Bardin Institute) среди Гор Святой Сюзанны недалеко от Долины Сими в Калифорнии (Simi Valley, California). Он разработал также Генеральный план городка Университета иудаизма (теперь — Американского еврейского университета) (American Jewish University) в Бел-Эир, Лос-Анджелесе, Калифорния (Bel-Air, Los Angeles, California), завершённого в 1977 году. Его известные светские здания включают Клуб Монахов (Friars Club) и Юнион Банк (Union Bank) в Беверли Хиллз, Калифорния (Beverly Hills, California). Как правоверный еврей, он не брал денег за проекты синагог.

## Избранные постройки
▪	Храм Эммануэл (Temple Emanuel), Беверли Хиллз, Калифорния, США (Beverly Hills, California, USA), 1951.
	▪	Храм Синай (Sinai Temple), Вествуд, Лос-Анджелес, Калифорния, США (Westwood, Los Angeles, California, USA), 1960.
	▪	Клуб Монахов Беверли Хиллз (Friars Club of Beverly Hills), Беверли Хиллз, Калифорния, США (Beverly Hills, California, USA), 1961. Снесён, 2011.
	▪	Храм Гора Синай (Temple Mount Sinai), Эль Пасо, Техас, США (El Paso, Texas USA), 1962.
	▪	Дом Книги (House of the Book), Институт Брэндайз-Бардин (Brandeis-Bardin Institute), Долина Сими, Калифорния, США (Simi Valley, California, USA), 1970.
	▪	Здание Хилеля (Hillel House), Университет Южной Калифорнии (University of Southern California), Лос-Анджелес, Калифорния, США (Los Angeles, California, USA).
	▪	Пресвитерианская церковь (Knox Presbyterian Church), Лос-Анджелес, Калифорния, США (Los Angeles, California, USA).